# Droogdal de Dael
Het Droogdal van Kunrade is een droogdal in Nederlands Zuid-Limburg in de gemeente Voerendaal en de Simpelveld. Het dal ligt ten oosten en noordoosten van Ubachsberg. Door het dal loopt onder andere de Daelsweg, de weg van Ubachsberg naar Benzenrade en Welten (Heerlen). Direct ten noordoosten van de monding ligt de snelweg A76.
Het dal strekt zich uit van Ubachsberg in het zuidwesten en Huls in het zuiden tot aan de A76 in het noordoosten. In het dal ligt de historische Hoeve de Daal.
In het noordwesten wordt het droogdal begrensd door de Kunderberg, Daalsberg en Geulkerberg. In het zuidoosten door de Putberg en de hoger gelegen Keverberg. Op de Putberg liggen de Groeve de Dael en de Groeve Putberg en op de Keverberg de Groeve De Keverberg.
Op de Putberg ligt een kleine bron die in het droogdal afwatert, dit is de Putbergbron.

## Geologie
Het droogdal ligt aan de noordoostzijde van het Plateau van Ubachsberg waar het vanaf het zuiden naar het noordoosten steeds dieper insnijdt. Direct ten noordoosten van de monding wordt de hoogte van het plateau begrensd door de Kunraderbreuk.
Het gebied kenmerkt zich door de ontsluitingen van Kunrader kalksteen dat hier dicht aan het oppervlak ligt.

## Kalkovens
De Kunrader kalksteen bleek zeer geschikt voor het branden van kalk in kalkovens. Er werden op de randen van het droogdal, met name rond de Eerste Wereldoorlog, zeker negentien kalkovens opgericht, waarmee het gebied een hotspot was van kalkbranden in Zuid-Limburg. Van deze kalkovens resteren er in de 21e eeuw nog zes, te weten:
- Kalkoven Sieben
- Kalkoven Kurvers
- Kalkoven Bosrand (met nabijgelegen Groeve Putberg)
- Kalkoven Putberg
- Kalkoven Daelsweg
- Kalkoven Dalberg